# Seine (departament)
Departamentul Seine (franceză Département de la Seine) a fost un departament al Franței format în urma reorganizării teritoriale din perioada Revoluției Franceze ca un departament centrat în jurul capitalei franceze, Paris. Cu ocazia primului recensământ din 1801, departamentul Seine era al doilea cel mai populat departament din vastul Imperiu Napoleonian, doar în urma departamentului Nord. Din 1929, în momentul ultimei reorganizări a comunelor, departamentul a fost format din orașul propriu zis Paris, care ocupa 22% din suprafața departamentului, și din 80 comune de la periferia acestuia. 
Datorită creșterii importante a populației, în secolul al XX-lea departamentul Seine devine cel mai populat departament al Franței și autoritățile au considerat că acesta era prea populat pentru a putea fi guvernat în mod eficient. Astfel, departamentul Seine a fost suprimat în ianuarie 1968 împreună cu departamentul Seine-et-Oise în care era enclavat, în urma unei reorganizări teritoriale a regiunii pariziene. A fost reorganizat în 4 noi departamente: Paris, Hauts-de-Seine, Seine-Saint-Denis și Val-de-Marne.
Reorganizarea s-a efectuat astfel:
- comuna Paris a devenit un departament de sine stătător, ce a preluat numărul 75 al vechiului departament Seine;
- 29 comune din sud-estul departamentului, împreună cu 19 comune din departamentul Seine-et-Oise au format noul departament Val-de-Marne, ce a primit numerotarea 94, număr folosit anterior de teritoriul Territoires du Sud din Algeria franceză;
- 27 comune din vestul departamentului, împreună cu 9 comune din departamentul Seine-et-Oise au format noul departament Hauts-de-Seine, ce a primit numerotarea 92, număr folosit anterior de departamentul Oran din Algeria franceză;
- 24 comune din nord-estul departamentului, împreună cu 16 comune din departamentul Seine-et-Oise au format noul departament Seine-Saint-Denis, ce a primit numerotarea 93, număr folosit anterior de departamentul Constantine din Algeria franceză;